# Манастир Златица (Дољани)
Манастир Златица је женски манастир Српске православне цркве, припада Митрополији црногорско-приморској.
Старешина манастира је игуманија Евгенија (Ђуковић) са сестринством на челу од 6. јануара 2002. године.

## Историја
Древно хришћанско сједиште епископије из V- VI вијека са крстионицом налази се у мјесту Дољани, у Кучима код Подгорице. Овде се налазила у доба цара Јустинијана (527-565) велика триконхална базилика са крстионицом. Према предању које вјековима чувају припадници племена Куча, назив Златици је дао Свети Сава, а тај назив се и до наших дана одржао, као што, уосталом, постоји и Савин поток у непосредној близини манастира. Сачувани су остаци два храма са епископским саркофагом. Обнављан је у 9. вијеку. Вријеме процвата Манастира Златице трајало је све до најезде Турака у 15. вијеку. Постоје индиције да је у њему било сједиште зетског епископа Илариона у 13. вијеку, прије Михољске Превлаке.
Манастирска здања
Манастирског комплекс Златице садржи остатке два храма и манастирски конак. Остаци некада импозантног комплекса који се састојао из једне тробродне базилике и једног трикомхоса, налазе се на локалитету Црквине, у засеоку Подглавици села Дољана, непосредно уз десну страну магистралног пута Подгорица—Београд.

## Храмови
Украшеност древне и историјски знамените Диоклије преукрасиле су тролисна и црква базилика једног од првих епископских сједишта о чијем постојању и развитку усљед сурове и освајањима испреплијетане прошлости премало знамо. Данас имамо остатке двију цркава и штуре спознаје повремених археолошких истраживања.
Остаци базилике показују да се ради о тробродној грађевини са пространом полукружном апсидом на централном броду и нартексом, који са сјеверне и јужне стране има по једну мању просторију. На ове двије просторије придодата је са сјеверне и са јужне стране још по једна просторија, очито намијењена за сахрањивање, будући да је у сјеверној просторији нађен богато украшен саркофаг.
Уз базилику се налазе остаци триконхалне цркве са нартексом и атријумом. Централни дио триконхоса образује октагон неједнаких страна. На источној, сјеверној и јужној страни налазе се апсиде потковичастих облика, док се на сјеверозападној и југозападној страни налази по једна мања полукружна ниша.
Читав комплекс је својевремено датован у период раног хришћанства, односно у 6. или почетак 7. вијека. Међутим, све је заступљеније мишљење да је тролисна црква из 4. вијека, на чему историчари умјетности инсистирају позивајући се на постојање крстионице у њеној припрати, што недвосмислено упућује на њену епископалност и канонско право првих вјекова по коме су само епископи могли да крштавају. Она је саграђена од домаћег камена и опеке која је, такође, печена од иловаче са ових простора ( Шобајић у својој књизи „Старине у Зети“ каже да се Златица због великог налазишта иловаче некада звала Иловица).

## Садашњост
Обнова у манастиру је почела презиђивањем старе куће саграђене од стране подгоричког паше Дервиш-бег Османагића која би се користила као манастирски конак. Приземни дио конака је дјелимично реновиран и користи се као трпезарија приликом већих свечаности. Међутим, бивша подгоричка власт је обнову, без утемељених разлога прекинула. Од стране Министарства културе у 2013. г. урађен је пројекат за довршетак изградње конака и у наредној периоду очекује се наставак обнове. У манастиру су у међувремену посађене маслине, лоза и украсно дрвеће и биље.

## Знаменитост
Оно по чему је манастир Златица, некадашње сједиште Зетске епископије, постао познат на ширим просторима су остаци два храма са сачуваним епископским саркофагом, старохришћанском крстионицом, остацима стубова и пластике, и његова непотпуно истражена некропола. Саркофаг са поломљеним поклопцем је пронађен 1953. године. Нажалост, тај поклопац су 2015. године, нечије неблагословене руке још више оскрнавиле, а реакција надлежних државних институција је изостала. Тренутно се ради на проналажењу најбољег рјешења за његову рестаурацију и трајну заштиту.